# 劉穀孫
劉穀孫（1861年—1941年），号式甫，安徽庐江人，清朝政治人物。

## 生平
生于清咸丰十一年辛酉二月初九日，光绪十七年（1891年）辛卯科举人，光绪三十年（1904年）甲辰科进士登第，名列二甲28名。历任兵部车驾司主事、四品军机章京、军机领班三品章京。后任花翎二品衔甘肃按察使，宣统二年（1910年）10月官职改为提法使，翌年离职。。1941年卒于扬州刘公馆大宅院，1948年安葬于江苏仪征祖坟园地。